# Hugo Svenow
Sven Oskar Hugo Svenow, född 17 juli 1904 i Östra Vemmerlöv i Kristianstads län, död 6 september 1988 i Solna församling, var en svensk militär (överste). 

## Biografi
Svenow utnämndes till fänrik vid Kustartilleriet 1924. Han överfördes som kapten till Flygvapnet 1930. Under 1938 tjänstgjorde han i Finländska flygvapnet. Han var flottiljchef vid Roslagens flygflottilj (F 2) 1945–1948, Blekinge flygflottilj (F 17) 1948–1951 och Norrbottens flygbaskår (F 21) 1951–1957. Därefter var han chef för Flygkrigshögskolan (FKHS) 1957–1961.

## Utmärkelser
- Riddare av Svärdsorden, 1942.[2]
- Kommendör av andra klass av Svärdsorden, 6 december 1950.[3]
- Kommendör av första klass av Svärdsorden, 23 november 1953.[4]